# Bernard Maciejowski
Bernard Maciejowski (Malopolska, 1548 – Cracovia, 19 gennaio 1608) è stato un cardinale e arcivescovo cattolico polacco, arcivescovo di Gniezno e primate del Regno di Polonia (Confederazione delle Due Nazioni). duca di Siewierz, fautore della Controriforma, politico e consigliere del re polacco Sigismondo III Vasa.

## Biografia
Discendente di una potente famiglia, era figlio di Bernard Maciejowski, starosta di Trembowla, (l'attuale Terebovlia) e di Elżbieta Kamieniecka, nonché nipote del cardinale Samuel Maciejowski, arcivescovo di Cracovia. Studiò presso il collegio gesuita di Vienna, a partire dal 1570, divenne vexillifer regni di re Sigismondo II Augusto. Fu ordinato prete nel 1586 a Roma. Nel 1587 fu nominato Vescovo di Luc'k, carica che mantenne fino al 1600 allorché fu trasferito alla sede di Cracovia (nel 1597 fu eletto vescovo di Vilnius, ma tenne la carica per pochi mesi).
Papa Clemente VIII lo elevò al rango di cardinale nel concistoro del 9 giugno 1604. Uno dei suoi segretari fu Pietro Arcudio.
Morì il 19 gennaio 1608 all'età di 60 anni.

## Genealogia episcopale e successione apostolica
La genealogia episcopale è:
- Arcivescovo Jakub Uchański
- Arcivescovo Stanisław Karnkowski
- Cardinale Bernard Maciejowski

La successione apostolica è:
- Vescovo Piotr Tylicki (1595)
- Vescovo Marcin Szyszkowski (1604)

## Ascendenza
|                       |                            |                           | Genitori              |  |  | Nonni |  |  | Bisnonni |  |  | Trisnonni |  |
|                       |                            |                           |                       |  |  |       |  |  | …        |  |  | …         |  |
|                       |                            |                           |                       |  |  |       |  |  | …        |  |  | …         |  |
|                       |                            | …                         |                       |  |  |       |  |  | …        |  |  |           |  |
| Bernard Maciejowski   |                            |                           |                       |  |  |       |  |  | …        |  |  |           |  |
|                       |                            | …                         | …                     |  |  |       |  |  |          |  |  |           |  |
|                       |                            | …                         | …                     |  |  |       |  |  |          |  |  |           |  |
|                       |                            | …                         | …                     |  |  |       |  |  |          |  |  |           |  |
| Bernard Maciejowski   |                            | …                         |                       |  |  |       |  |  |          |  |  |           |  |
|                       |                            | …                         | …                     |  |  |       |  |  |          |  |  |           |  |
|                       |                            | …                         | …                     |  |  |       |  |  |          |  |  |           |  |
|                       |                            | …                         | …                     |  |  |       |  |  |          |  |  |           |  |
| Jadwigi Podlodowskich |                            | …                         |                       |  |  |       |  |  |          |  |  |           |  |
|                       |                            | …                         | …                     |  |  |       |  |  |          |  |  |           |  |
|                       |                            | …                         | …                     |  |  |       |  |  |          |  |  |           |  |
|                       |                            | …                         | …                     |  |  |       |  |  |          |  |  |           |  |
| Bernard Maciejowski   |                            | …                         |                       |  |  |       |  |  |          |  |  |           |  |
|                       | Henryk Andreas Kamieniecki | Marcin Kamieniecki        |                       |  |  |       |  |  |          |  |  |           |  |
|                       | Henryk Andreas Kamieniecki | Marcin Kamieniecki        |                       |  |  |       |  |  |          |  |  |           |  |
|                       | Henryk Andreas Kamieniecki | Katarzyna Szafraniec      |                       |  |  |       |  |  |          |  |  |           |  |
| Marcin Kamieniecki    | Henryk Andreas Kamieniecki |                           |                       |  |  |       |  |  |          |  |  |           |  |
|                       |                            | Katarzyna Pieniążek       | Mikołaj Pieniążek     |  |  |       |  |  |          |  |  |           |  |
|                       |                            | Katarzyna Pieniążek       | Mikołaj Pieniążek     |  |  |       |  |  |          |  |  |           |  |
|                       |                            | Katarzyna Pieniążek       | Katarzyna Pierszyc    |  |  |       |  |  |          |  |  |           |  |
| Elżbieta Kamieniecka  |                            | Katarzyna Pieniążek       |                       |  |  |       |  |  |          |  |  |           |  |
|                       |                            | Piotr Sienieński          | Jan-Feliks Oleśnicki  |  |  |       |  |  |          |  |  |           |  |
|                       |                            | Piotr Sienieński          | Jan-Feliks Oleśnicki  |  |  |       |  |  |          |  |  |           |  |
|                       |                            | Piotr Sienieński          | Barbara Wątróbka      |  |  |       |  |  |          |  |  |           |  |
| Jadwiga Sienieńska    |                            | Piotr Sienieński          |                       |  |  |       |  |  |          |  |  |           |  |
|                       |                            | Katarzyna Mużyło-Buczacka | Dawid Mużyło-Buczacki |  |  |       |  |  |          |  |  |           |  |
|                       |                            | Katarzyna Mużyło-Buczacka | Dawid Mużyło-Buczacki |  |  |       |  |  |          |  |  |           |  |
|                       |                            | Katarzyna Mużyło-Buczacka | Beata Oporowska       |  |  |       |  |  |          |  |  |           |  |
|                       |                            | Katarzyna Mużyło-Buczacka |                       |  |  |       |  |  |          |  |  |           |  |